# Regio Air
Regio Air (auch Mecklenburger Flugdienst) war eine deutsche Fluggesellschaft mit Sitz am Flughafen Neubrandenburg. Sie besaß zuletzt jedoch keine Betriebsgenehmigung des Luftfahrt-Bundesamts und durfte deshalb keine eigenen Flüge durchführen. In der Vergangenheit wurden europaweite Geschäftsreiseflüge durchgeführt. Zuvor hatte man ebenfalls von dienstags bis donnerstags einen Linienverkehr zwischen München und Neubrandenburg mit einer Swearingen Metro angeboten.
Die Gesellschaft wurde zum 20. Juli 2015 liquidiert und folglich aufgelöst.

## Flotte
Mit Stand April 2013 betrieb die Regio Air eine 33 Jahre alte Fairchild Swearingen Metro II mit dem Luftfahrzeugkennzeichen D-IESS, welche 14 Passagieren Platz bot.